# Castell de Chihaya
El castell Chihaya (千早城, Chihaya-jō) era un castell japonès, construït el 1332 per Kusunoki Masashige (楠木正成). Consistia principalment en defenses de fusta i terra. Chihaya és un clar exemple del disseny de castells japonesos del període Nanboku-cho. Localitzat al mont Kongō (金刚山) a la província Kawachi (河内国), va sobreviure al setge de 1333 però va ser més tard conquerit per les forces del shogunat Ashikaga el 1390 i després abandonat.
Juntament amb el castell Akasaka (赤坂城), un altre castell proper sobre una muntanya, Chihaya va servir com a base d'operacions per Kusunoki així com el centre de defensa durant les seves campanyes en nom de l'emperador Go-Daigo (后醍醐天皇) en contra del clan Hōjō. Construït un any després de la caiguda d'Akasaka, Chihaya va ser dissenyat per ser més resistent i va sobreviure al setge de 1333 amb succés. Alguns ponts movils eren part de les mesures defensives que es van prendre juntament amb les parets de fusta, defenses de terra a més de la posició estratègica a la muntanya Kongō. La fortalesa era envoltada d'espessos arbres i pedres, els quals podien rodar a la muntanya cap a un exèrcit invasor, a més que enramades de brossa s'utilitzaven per protegir-se de les fletxes llançades per l'enemic.
Després de la reeixida defensa del 1333, la fortalesa va veure poca activitat fins a la seva caiguda el 1390. Encara que mai va ser formalment destruïda en batalla, és improbable que elements importants de la fortalesa sobrevisquin al dia d'avui per ser construït principalment de fusta i terra.